# Tertullo (praefectus urbi)
Tertullo (latino: Tertullus; fl. 359-361) è stato un funzionario romano, praefectus urbi tra il 359 e il 361.

## Biografia
È possibile che Tertullo fosse il figlio dell'omonimo proconsole d'Africa del 326, e nipote di Attio Insteio Tertullo, praefectus urbi di Roma nel 307-308. Ebbe dei figli, che nel 359 erano ancora ragazzi.
Tertullo fu praefectus urbi di Roma tra il 359 e il 361. Nel 359, una penuria di grano colpì Roma, e la gente assalì ripetutamente e violentemente l'innocente Tertullo, dato che la penuria era dovuta alle condizioni atmosferiche insolitamente negative, che impedivano alle navi di attraccare nel porto di Traiano a Ostia. Tertullo tentò di calmare la plebe offrendole in lacrime i propri figli giovinetti, affinché li uccidessero per placarsi, ottenendo il proprio scopo (e salvando i propri figli). Mentre Tertullo stava sacrificando nel tempio di Castore e Polluce ad Ostia, la bonaccia si placò e le navi poterono entrare in porto col loro carico.
Nel 361 Tertullo era ancora in carica, mentre al Senato fu letta una lettera del cesare Giuliano, auto-proclamatosi imperatore contro il cugino Costanzo II; più tardi, quello stesso anno, Giuliano sostituì Tertullo con Massimo.